# Sojusz Liberałów i Demokratów
Sojusz Liberałów i Demokratów (rum. Alianța Liberalilor și Democraților, ALDE) – rumuńska partia polityczna o profilu liberalnym.

## Historia
Ugrupowanie powstało 19 czerwca 2015 z połączenia Partii Konserwatywnej i Partii Liberalno-Reformatorskiej (utworzonej w 2014 przez grupę działaczy Partii Narodowo-Liberalnej). Współprzewodniczącymi ALDE zostali liderzy obu dotychczasowych ugrupowań – Daniel Constantin i Călin Popescu-Tăriceanu. Sojusz pozostał w koalicji popierającej rząd Victora Ponty.
W wyborach w 2016 partia uzyskała ponad 5% głosów w głosowaniu do każdej z izb parlamentu, co przełożyło się na 9 miejsc w Senacie i 20 w Izbie Deputowanych. Ugrupowanie zawiązało koalicję rządową ze zwycięskimi socjaldemokratami, współtworząc w styczniu 2017 rząd Sorina Grindeanu, w czerwcu 2017 gabinet Mihaia Tudosego, a w styczniu 2018 rząd Vioriki Dăncili. W międzyczasie, po konflikcie między liderami ALDE, Daniel Constantin został wykluczony z partii. W sierpniu 2019 partia opuściła koalicję rządową.
W październiku 2020 sojusz podjął decyzję o przyłączeniu się do formacji PRO Rumunia Victora Ponty (działającej po fuzji pod nazwą PRO România Social Liberal). Grupa działaczy (na czele z Călinem Popescu-Tăriceanu) wystąpiła wówczas z partii i dołączyła do formacji PRO Rumunia, a tymczasowym przewodniczącym do czasu zakończenia funkcjonowania ALDE został Daniel Chițoiu. Sojusz miał zakończyć swoją działalność po kongresie zjednoczeniowym w listopadzie 2020. Działacze ALDE kandydowali w wyborach z ramienia partii Victora Ponty, która nie przekroczyła progu wyborczego. W styczniu 2021 plany fuzji obu formacji porzucono, a Călin Popescu-Tăriceanu powrócił do kierowania sojuszem. W tym samym roku na funkcji przewodniczącego zastąpił go Daniel Olteanu.
W marcu 2022 sojusz przyłączył się do Partii Narodowo-Liberalnej, kończąc odrębną działalność.